# Josef Masopust
Josef Masopust, češki nogometaš in trener, * 9. februar 1931, Střimice, Češkoslovaška, † 29. junij 2015, Praga, Češka.
Masopust je večji del svoje kariere, med letoma 1952 in 1968 igral za klub Dukla Praga, za katerega je odigral 386 prvenstvenih tekem in dosegel 79 golov. Za češkoslovaško reprezentanco je odigral 63 golov in dosegel deset golov, tudi vodilnega v finalni tekmi Svetovnega prvenstva 1962 proti brazilski reprezentanci, ki je nato zmagala z 1:3. 
Masopust je leta 1962 prejel Zlato žogo za najboljšega evropskega nogometaša leta. Leta 2003 je bil izbran za najboljšega češkega nogometa preteklih 50 let. Pelé ga je leta 2004 imenoval med 125 najboljših še živečih nogometašev.